# Iresioides auricollis
Iresioides auricollis är en skalbaggsart som beskrevs av Stefan von Breuning och Jean François Villiers 1968. Iresioides auricollis ingår i släktet Iresioides och familjen långhorningar.
Artens utbredningsområde är Madagaskar. Inga underarter finns listade i Catalogue of Life.